# Черь-Вычегодская
Черь-Вычегодская (устар. Ежва-Черь, Вычегодская черь) — река в России, течёт по территории городского округа Ухта и Усть-Куломского района Республики Коми. Устье реки находится в 963 км по правому берегу реки Вычегда. Длина реки составляет 113 км, площадь водосборного бассейна 842 км².

## Данные водного реестра
По данным государственного водного реестра России относится к Двинско-Печорскому бассейновому округу, водохозяйственный участок реки — Вычегда от истока до города Сыктывкар, речной подбассейн реки — Вычегда. Речной бассейн реки — Северная Двина.
Код объекта в государственном водном реестре — 03020200112103000013704.